# Antonin Svoboda
Antonin Svoboda, né en 1969 à Vienne (Autriche), est un réalisateur, scénariste et producteur autrichien.

## Filmographie

### Comme réalisateur
- 1991 : Thomas
- 1992 : Von Affen und Giraffen
- 1993 : Mein kleiner Lord
- 1995 : Betongräser
- 1997 : Große Ferien
- 2005 : Spiele Leben
- 2007 : Immer nie am Meer
- 2009 : Wer hat Angst vor Wilhelm Reich? (téléfilm)
- 2012 : Der Fall Wilhelm Reich